# HADO
HADO（ハドー）は、2014年に株式会社meleapが開発し、2015年からサービス提供が始まった、AR（拡張現実）技術を活用したテクノスポーツ競技である。身体の動きとバーチャル演出が融合した新感覚スポーツとして、国内外で広く普及している。

## 概要
HADOはヘッドマウントディスプレイ（HMD）とアームセンサーを装着し、エナジーボールの発射やシールド展開など身体動作と連動するスポーツ体験を提供する。

## ルール
- 3人制チームによる3対3対戦が基本（他の形式も存在）。
- 制限時間は80秒で、より多く得点したチームが勝利。
- プレイヤーは「ショット」「シールド」「チャージ」「スピード」のステータスを自由に割り振る。
- 攻撃は視線と腕の動作によるエナジーボール、シールドで防御。

## ゲームモード
- **HADO** – 基本のPvPモード。  
- **HADO WORLD** – ヒーロー役になり、クラス特性とスキルを使って戦う新モード。  
- **Monster Battle** – 複数人で巨大モンスターを協力撃破。  
- **Shoot** – 的撃ちスコアアタックモード。

## 公認チーム制度
HADO運営事務局が実力と活動への貢献を認めたチームには「公認チーム」の称号が授与される。これにより、以下の特典が受けられる：
- レンタル機材・コートの割引
- 特別プランへの参加
- トップリーグへの出場権
- イベントやメディア出演のオファー

公認チームの一覧には、プロチームや学校チームなど多数が登録されている。

## 公式大会・イベント
- **HADO LEAGUE ODAIBA（HLO）** – 年2期制の日本最高峰リーグ戦（賞金総額1,000,000円）[6]。
- **グランドスラム大会** – 年2回実施のトーナメント（最大賞金25万円）[7]。
- **多様な参加枠大会** – ULTRA BEGINNERS CUP、エンジョイカップ等[8]。

## 教育現場での導入例
1. 1.     1. 福岡第一高等学校 HADO部

2019年に「HADO部」を設置し、正式に公認チーム登録。全国大会出場や上位入賞、部活動としての成功事例。2025年2月時点で日本33位、最大ランク10位。コミュニケーション能力の向上も報告されている。  
1. 1.     1. 静岡西高等学校

体育授業にHADOを導入し、生徒の体力やチームワーク向上に寄与。

## 展開と評価
企業イベントや施設への導入実績もあり、社内交流やチームビルディングツールとしても活用されている。

## 年表
- 2014年 – 開発開始（秋葉原地下）。
- 2015年 – サービス開始。
- 2016年 – 第1回WORLD CUP開催。
- 2017年 – 世界大会人気化。
- 2018年 – ARENA設立、Japan League設立。
- 2019年 – 部活動導入（福岡第一高校）、国際展開。
- 2020年 – コロナによる中断。
- 2021年 – 競技人口100万人突破、次世代大会登場。
- 2022年 – WORLD CUP復活、シーズン制再開。
- 2023年 – 年間大会展開。
- 2024年 – AR演出強化。
- 2025年 – 上海WORLD CUP、日本代表『MISTA』が優勝。